# Disocactus quezaltecus
A Disocactus (régi nevén Bonifazia) quezaltecus egy epifita kaktusz, melyet kultúrában nagyon ritkán lehet csak megtalálni.

## Elterjedése és élőhelye
Guatemala: Quezaltenango, San Martin Chile Verde és Colombo között; 1800 m tengerszint feletti magasságban.

## Jellemzői
Törzse hengeres, ágai lapítottak, 100–200 mm hosszúak, 30–50 mm szélesek, a fiatal ágak gyenge töviseket hordoznak. Virágai 90 mm hosszúak, ciklámenszínűek, kevéssé nyílnak ki csupán. Pericarpiuma kicsi, ovális, pikkelyekkel borított. A tölcsér hosszú, sok széles pikkely borítja, a szirmok szintén tölcsért képeznek. A bibe és a porzók rózsaszínűek, messze kinyúlnak a virágból. Termése 18 mm hosszú világospiros kopasz bogyó.

## Rokonsági viszonyai
A Disocactus subgenus tagja.